# Montespertoli
Montespertoli är en ort och kommun i storstadsregionen Florens, innan den 31 december 2014 provinsen Florens, i regionen Toscana i Italien. Kommunen hade 13 474 invånare (2018).